# ガウスの法則 (磁場)
磁場のガウスの法則（じばのガウスのほうそく、英語: Gauss's law for magnetis）はマクスウェル方程式の一つに数えられる、磁場の構造に関する法則である。電場と電荷に対する同様の法則もガウスの法則と呼ばれる（基本的にガウスの法則と言えば電場に対するものを意味する）。電磁気学の基礎法則の一つである。
この法則は磁場Bの発散は0となること、すなわち磁力線は必ず閉曲線となることを主張する。つまりこの世界に磁気単極子が存在せず、磁気双極子として存在していることを意味する。ただし電磁気学は磁気単極子が存在しないことを前提条件として構築された理論であるため、もし磁気単極子が発見された場合には厳密な研究の下にこの法則は修正される必要がある。
この法則は「磁束保存の法則」とも呼ばれる。

## 概要
一般に積分形式とよばれるガウスの法則は以下の形であらわされる。
{\displaystyle \oint _{S}{\boldsymbol {B}}\cdot \mathrm {d} {\boldsymbol {S}}=0}
ここで、
| B  | : 磁束密度     |
| dS | : 面素ベクトル |
| V  | : 体積         |

である。
この式の左辺は任意の領域の表面から出入りする磁束の総量であり、それが常に0であることを意味する。
磁束線には電気力線に対する電荷に相当する磁荷が存在しないので、磁束線の湧出し口と吸込み口は存在せず、磁束線は必ず閉曲線を描く。
この法則は微分形式では以下の形で表される。
{\displaystyle \nabla \cdot {\boldsymbol {B}}=0}
あるいは、
{\displaystyle \operatorname {div} {\boldsymbol {B}}=0}
この法則をして「磁場の発散は0である」という。この式から磁場に対するガウスの法則は領域をどんなに小さく設定しても成り立ち、また領域の内部に磁場の発生元が存在しなくても成り立つことがわかる。